# Горшочек каши (мультфильм)
«Горшо́чек ка́ши» — советский рисованный мультипликационный фильм, выпущенный студией «Союзмультфильм» в 1984 году. Мультфильм снят по мотивам сказки братьев Гримм.

## Сюжет
Три гнома передали в добрые руки одной девочки волшебный горшок, который по команде «Горшочек, вари!» мог сварить сколько угодно вкуснейшей каши. А чтобы каша вариться перестала, нужно было произнести «Горшочек, не вари!». Девочка решила накормить всех жителей города. Она поделилась этим с торговцем по имени Карл Гагенбак. Но жадный торговец хитростью завладел горшочком и стал продавать кашу. А так как он узнал только первое заклинание, а как заставить горшочек перестать варить, не имел понятия, то каша скоро вылезла из горшка и полилась по всем улицам. Девочка, узнавшая о случившемся, произнесла второе заклинание, но после этого улицы города ещё долго были покрыты кашей. Гномы забрали волшебный горшочек и улетели с ним.

## Создатели
| Автор сценария             | Владимир Голованов |
| Кинорежиссёр               | Наталия Голованова |
| художник-постановщик       | Галина Зуйкова |
| Композитор                 | Шандор Каллош |
| Кинооператор               | Майя Попова |
| Звукооператор              | Борис Фильчиков |
| Художники-мультипликаторы: | Анатолий Абаренов, Александр Дорогов, Юрий Мещеряков, Алексей Букин, Владимир Крумин, Юрий Кузюрин, Виолетта Колесникова                                    |
| Художники:                 | Татьяна Зворыкина, Татьяна Макарова |
| Роли озвучивали:           | Людмила Гнилова — девочка, гном; Евгений Весник — колбасник Карл Гагенбак, монах-круповоз; Рогволд Суховерко — часовой городских ворот (в титрах не указан) |
| Ассистент режиссёра        | Галина Чикина |
| Монтажёр                   | Изабелла Герасимова |
| Редактор                   | Татьяна Папорова |
| Директор съёмочной группы  | Лилиана Монахова |

## Издания
Мультфильм неоднократно издавался на VHS и DVD в сборниках мультфильмов, как в России, так и  за рубежом.

### Комментарии
1. ↑  Иллюстрации и текст — по мультфильму. На обложке название книжной серии — СОЮЗМУЛЬТФИЛЬМ представляет: впервые — легендарные мультфильмы в книгах!